# Pontedera
Pontedera este o comună în Provincia Pisa, Toscana din centrul Italiei. În 2011 avea o populație de  28.109 de locuitori.

## Demografie
Pontedera - evoluția demografică

|  | Graficele sunt indisponibile din cauza unor probleme tehnice. Mai multe informații se găsesc la Phabricator și la wiki-ul MediaWiki. |

Date: Recensăminte sau birourile de statistică - grafică realizată de Wikipedia

## Personalități născute aici
- Riccardo Fogli (n. 1947), cantautor;
- Gianluca Mancini (n. 1996), fotbalist.